# Gornje Selo (Pljevlja)
Pour les articles homonymes, voir Gornje Selo.
Gornje Selo (en serbe cyrillique : Горње Село) est un village du nord du Monténégro, dans la municipalité de Pljevlja.

## Démographie

### Évolution historique de la population
| 1948 | 1953 | 1961 | 1971 | 1981 | 1991 | 2003 |
| ---- | ---- | ---- | ---- | ---- | ---- | ---- |
| 104  | 120  | 114  | 116  | 89   | 77   | 40   |